# Philippe Nemo
Philippe Nemo (* 11. května 1949 Paříž) je francouzský filosof, profesor na École Supérieure de Commerce de Paris.

## Život
Studoval na École Normale Supérieure de Saint-Cloud. V 70. letech 20. století byl poradcem ministra Jacquese Barrota a Lionela Stoléru. V letech 1978 – 1982 působil na univerzitě François-Rabelais v Tours. V Německu se stal známým díky své knize Was ist der Westen? Die Genese der abendländischen Zivilisation (Co je Západ? Počátky západní civilizace). V Itálii je znám díky knihám Giobbe e l'eccesso del male. Con un contributo di Emmanuel Levinas (2009); Etica e infinito – dialog Philippa Nemo s Emmanuelem Levinasem (2008); Che cos'è l'Occidente (2005) a L'uomo strutturale (L'homme structurel), překlad Emilia Boccariniho (Città Nuova Editrice, Řím 1979). Od roku 1999 je ředitelem Centra výzkumu Filosofie ekonomie u prestižní ESCP Europe, kde také vyučuje.